# Viridómaros (gesata)
Viridómaros, Britomaros, Britomartus, o Virdumarus era el jefe de los gesatas y de los ínsubros, que fue vencido por Claudio Marcelo en 222 av. J.-C.. Según Propercio, pretendía descender del dios Rhenos, el Rin divinizado.

## Biografía
Viridómaros, franqueó con los Galos gesatas, los Alpes y levantó a los ínsubros de la llanura Padana, instalados en Galia cisalpine, sobre el territorio de la actual Lombardía.
En 222 a. C., su ejército, aun superior en número, fue batido por el general y cónsul romain Marcellus durante la batalla de Clastidium, batalla durante la cual fue muerto por el general romano. Los romanos tomaron Milán, la capital de las Insubres y redujeron la Galia cisalpina a provincia romana.
Marcelo fue el tercero y último romano en recibir el honor de los despojos opimes. El acontecimiento fue grabado en los fastos capitolinos, y contado en el compendio de Tito Livio y Plutarco. Este último describe detalladamente el episodio y cuenta cómo los gesatas pasaron los Alpes y levantaron a los ínsubros de la llanura del Po, destrozando Viridómaros los campos, al frente de diez mil hombres. 
Marcelo les encuentra en Clastidium (hoy Casteggio), en la actual provincia de Pavía, con tropas inferiores en número. Durante el combate, mató con sus propias manos a Virídomaros, y sobre el campo consagró sus despojos a Júpiter Férétrien. La batalla acabó en ventaja de los romanos.
Según el relato de Plutarco, Virídomaros había reconocido a Marcelo por su túnica de púrpura, y le provocó a combate singular. Marcelo aceptó el reto, consiguiendo hacer caer a tierra al rey galo, y rematándole con su lanza.
Después de esta victoria, Marcelo pudo ayudar el resto de los ejércitos romanos ante Milán, capital de los galos. El relato de los despojos opimes, es decir tomados por el jefe de los ejércitos romanos cuando mataba él mismo al jefe de los ejércitos enemigos, ha marcado fuertemente la literatura romana, y asegurado el mantenimiento del recuerdo de Virídomaros.